# No Love
"No Love" é uma canção do rapper norte-americano Eminem, que conta com a participação do também rapper Lil Wayne. Em 28 de agosto de 2010, a revista Billboard anunciou que "No Love" seria o terceiro single do álbum Recovery do Eminem.

## Informações sobre a canção
A canção fala sobre pessoas que desapontaram Eminem e Lil Wayne no passado. A canção tem um pouco da música "What Is Love" do Haddaway. Eminem disse que a participação do Lil Wayne no álbum do Eminem foi feita depois que Eminem fez a canção "Drop the World" que aparece no álbum Rebirth do Lil Wayne.

## Videoclipe
Eminem anunciou em seu Twitter que o videoclipe para "No Love" seria lançado "muito em breve". Ele também falou via Twitter que ele gravou a parte com Lil Wayne antes que ele fosse para a cadeia: "Por sorte, nós conseguimos filmar a parte com Wayne antes que ele fosse preso. Filmaremos o resto de "No Love" em breve!" Uma parte do video foi revelado na página oficial do Eminem no YouTube em 29 de setembro de 2010. O video estreou oficialmente em 30 de setembro no Eminem.com.
O video mostra um garoto sofrendo bullying de três outros rapazes na escola, e logo ele pretende enfrenta-los.
O video foi dirigito por Chris Robinson, que também dirigiu o clipe da canção "Drop the World" com Eminem e Lil Wayne.

## Paradas musicais
"No Love" estreou na Billboard Hot 100 na posição #23 junto com o lançamento do álbum Recovery. A canção re-entrou no Hot 100 na posição #89 depois que foi oficialmente lançado como single e depois chegou a posição #63 na principal tabela norte-americana.
| País/Parada (2010–11)                        | Melhor posição |
| -------------------------------------------- | -------------- |
| Austrália (ARIA)                             | 21             |
| Austrália (ARIA Urban)                       | 7              |
| Áustria (Ö3 Austria Top 75)                  | 26             |
| Canadá (Canadian Hot 100)                    | 24             |
| Dinamarca (Hitlisten)                        | 36             |
| Europa (Billboard European Hot 100 Singles)  | 36             |
| Alemanha (Offizielle Deutsche Charts)        | 17             |
| Irlanda (IRMA)                               | 31             |
| Itália (FIMI)                                | 85             |
| Nova Zelândia (Recorded Music NZ)            | 22             |
| Polônia (Video Chart)                        | 3              |
| Suíça (Schweizer Hitparade)                  | 39             |
| Reino Unido (UK Singles Chart)               | 33             |
| Reino Unido (OCC UK R&B)                     | 7              |
| Estados Unidos (Billboard Hot 100)           | 23             |
| Estados Unidos (Hot R&B/Hip-Hop Songs)       | 59             |
| Estados Unidos (Billboard Hot Rap Songs)     | 9              |
| Estados Unidos (Billboard Mainstream Top 40) | 20             |